# Alex Pearce
Alexander James Pearce  (* 9. November 1988 in Oxford, England) ist ein irischer Fußballspieler.

## Spielerkarriere

### FC Reading
Alex Pearce, ein in England geborener Ire und Sohn schottischer Eltern, debütierte am 9. Januar 2007 in der dritten Runde des FA Cup 2006/07 für den FC Reading beim 3:2-Heimsieg über den FC Burnley.  Anschließend spielte er bis zum 6. Mai 2007 auf Leihbasis für den englischen Drittligisten Northampton Town (15 Ligaspiele/1 Tor). Nachdem er in der Saison 2007/08 auf Leihbasis beim AFC Bournemouth und Norwich City gespielt hatte, bestritt er am 23. August 2008 sein erstes Ligaspiel für Reading in der Football League Championship 2008/09 (2:4-Niederlage bei Charlton Athletic).
Nach zwei weiteren Spielzeiten mit regelmäßigen Einsatzzeiten, etablierte sich Alex Pearce (45 Ligaspiele/5 Tore) in der Football League Championship 2011/12 als Stammspieler in der Verteidigung des FC Reading und erreichte mit seiner Mannschaft den Aufstieg in die Premier League. Als Auszeichnung für seine überdurchschnittlich guten Leistungen wurde er zum Spieler des Monats Dezember 2011 gewählt.

### Derby County
Am 8. Juni 2015 wechselte Alex Pearce ablösefrei zum Ligakonkurrenten Derby County und unterzeichnete einen Dreijahresvertrag.

### Nationalmannschaften
Pearce spielte als Schüler für Irland und ist durch seine schottischen Eltern auch für Schottland spielberechtigt. Am 20. Mai 2008 debütierte Alex Pearce für die schottische U-21-Nationalmannschaft bei einer 1:4-Niederlage gegen Norwegen. Sein Debüt im Trikot der irischen Nationalmannschaft hatte er am 11. September 2012 beim 4:1-Sieg im Freundschaftsspiel gegen den Oman, als ihn Cheftrainer Giovanni Trapattoni in der 46. Minute für Marc Wilson von Stoke City einwechselte und in der 85. Minute den 4:1-Endstand erzielte.